# Adrien de Montpellier de Vedrin
Adrien Marie Joseph Ghislain de Montpellier de Vedrin (Namen, 6 februari 1871 - Vedrin, 3 september 1946) was een Belgisch volksvertegenwoordiger.

## Levensloop
Adrien de Montpellier was de zoon van volksvertegenwoordiger Charles de Montpellier (1830-1914) en Adeline van den Berghe.
In 1919 kreeg Adrien een baronstitel, overdraagbaar bij eerstgeboorte, in 1929 uitgebreid tot al zijn zoons. Ook nog in 1929 kreeg hij vergunning om de Vedrin aan zijn familienaam toe te voegen. Hij trouwde driemaal:
- in 1905 met Ghislaine Auvray (1883-1908),
- in 1911 met Marie-Antoinette David (1873-1919),
- in 1921 met Louise de Mengin Fondragon (1881-1977).

Hij kreeg zeven kinderen uit deze drie huwelijken. Slechts de jongste, Arnaud de Montpellier (1923-1995) zorgde voor nakomelingen-naamdragers, maar het waren drie meisjes, zodat deze familietak zal uitdoven. In de mannelijke lijn is dit in 1995 al gebeurd.
Hij werd gemeenteraadslid van Vedrin en provincieraadslid voor Namen. Hij werd ondervoorzitter van de provincieraad.
In 1921 werd hij verkozen tot katholiek volksvertegenwoordiger voor het arrondissement Namen en vervulde dit mandaat tot in 1929.